# Дар'ял (радіолокаційна станція)
РЛС виявлення типу «Дар'ял» — надгоризонтна РЛС системи попередження про ракетний напад (СПРН). Розробка велася з 1970-х років, в 1984 році станція здана в експлуатацію.

## Характеристики
Радіолокаційна станція «Дар'ял» спроєктована у вигляді 2-х позицій — передавальної і приймальні. ФАР приймального центру має розмір 100×100 метрів з розміщеними в ній майже 4000 хрест-вібраторами, а апертура ФАР передавального центру має розмір 40×40 метрів і заповнена 1260 потужними передавальними змінними модулями з вихідною імпульсною потужністю кожного модуля 300 кВт, який забезпечує виявлення цілей з ЕПР порядку 0,1 м² на дальності до 6000 км в секторі огляду 110°  По азимуту, підвищеною точністю вимірювання параметрів, високою швидкодією і пропускною спроможністю, завадостійкістю, здатністю виявлення та одночасного супроводу близько 100 об'єктів.
Пізніше була створені модифікації «Дар'ял» — «Дар'ял-У» і «Дар'ял-УМ».

## Станції

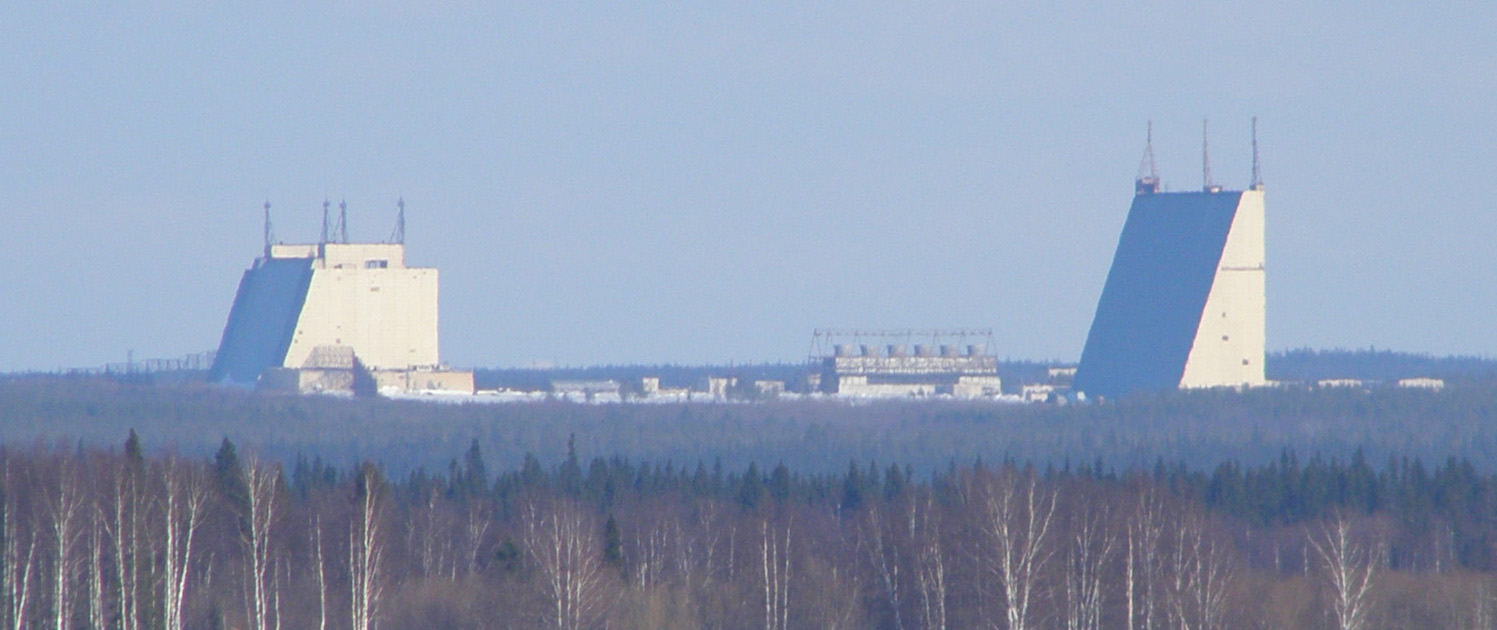
Печорська РЛС

Станції типу «Дарьял»:
- Печорська РЛС — в м. Печора, Республіка Комі (в даний час функціонує, але до складу СПРН Росії не входить)
- Габалінська РЛС — поблизу м. Габала, Азербайджан (функціонує в режимі «готовність до бойової роботи» або «холодний резерв, регламентні роботи» з періодичними короткочасними включеннями в режим «бойова робота»). З 2012 замінена на РЛС Воронеж.[2]
- В 1979 на окремому радіотехнічному вузлі (ОРТВ) «Мішелевка» поблизу селища Мішелевка в Усольському районі Іркутської області (100 км на північний захід від Іркутська) почалося будівництво РЛС типу «Дарьял-У». Воно тривало по 1984 рік. Побудована станція спочатку входила до складу Військово-космічних сил СРСР, далі — до складу РВСП Росії, однак для використання в цілях протиракетної оборони РЛС потребувала модернізації. Але фінансування в 80-90-х роках вичерпалося і станція не була доведена навіть до етапу заводських випробувань. У жовтні 1999 США запропонували Росії допомогу в завершенні будівництва РЛС в обмін на зміну Договору по ПРО, так як витрати на завершення будівництва можуть скласти кілька десятків мільйонів доларів. Росія поставилася до цієї пропозиції негативно. За допомогою американських фахівців радар був частково перебудований і включений у світову мережу спостережень за станом атмосфери на висотах 150—1000 і більше кілометрів.  
 21 червня 2011 РЛС була зруйнована спрямованим вибухом[3][4]. На місці станції планується побудувати РЛС нового типу.
- У 1983 році на ОРТВ «Єнісейськ-15» (Абалакова, Красноярський край) для створення безперервного радіолокаційного поля по зовнішній межі СРСР на північно-східному ракетонебезпечних напрямку, було розгорнуто будівництво станції Єнісейськ-15 (Красноярська РЛС). На будівництво було витрачено понад 700 млн рублів. Під тиском США, у 1987 році будівництво станції було зупинено і в 1991 році під натиском США було прийнято рішення про демонтаж практично повністю побудованої станції.[5]
- На початку 1980-х на ОРТВ «Балхаш» на основі РЛС «Дніпро» розпочалося будівництво РЛС «Дар'ял-У». У 1990 році будівництво готової на 95 % станції було заморожено через фінансові та юридичні складнощі і надалі продовжено не буде.[6].
- У 1988 році на ОРТВ «Миколаїв», поблизу Севастополя, на основі РЛС «Дніпро», почалося будівництво РЛС «Дар'ял-У». Будівництво тривало до 1993 року.
- Будівництво РЛС «Дар'ял-УМ» на вузлах «Берегово» і «Скрунда» почалося в 1986 за результатами розгляду проєкту 1976-77 рр. До другої половини 1980-х років будівництво станцій було практично завершено. До початку 1990-х на РЛС був проведений завезення обладнання. У лад станції введені не були:
- РЛС на вузлі «Берегово» (поблизу с. Пістрялово і м. Мукачево) заморожено і, мабуть, не буде відновлено. Станція була розібрана до 2005.
- Будівництво РЛС «Дар'ял» на основі РЛС «Дніпро» на вузлі «Скрунда» (Латвія) закінчено в 1991 році. Повністю готова станція була передана незалежної Латвії та 4 травня 1995 підірвана.

На зміну станціям типу «Дарьял» має прийти нове покоління радіолокаційних станцій «Воронеж», які зводяться дуже швидко і споживають набагато менше енергії, ніж попередниці. Нова станція складається всього з 23 одиниць технічної апаратури, тоді як попередниця складалася з 4070.